# Daniel E. Barbey
El vicealmirante Daniel Edward Barbey (23 de diciembre de 1889 - 11 de marzo de 1969) fue un oficial de la Marina de los Estados Unidos que sirvió en la Primera Guerra Mundial y la Segunda Guerra Mundial. Se graduó en la Academia Naval, participó en la ocupación estadounidense de Nicaragua de 1912 y la ocupación estadounidense de Veracruz de 1914. Mientras servía en la Sección de Planes de Guerra de la oficina de la navegación en Washington D. C. entre las guerras mundiales, desarrolló un interés en la guerra anfibia. En 1940 produjo Fleet Training Publication 167 – Landing Operations Doctrine, United States Navy, que se convertiría en la "biblia" de las operaciones anfibias de la Armada, y permanecería en uso durante toda la Segunda Guerra Mundial.
Como comandante de la fuerza anfibia -Flota del Atlántico- entre 1940 y 1941 supervisó el entrenamiento anfibio y realizó ejercicios de aterrizaje de la flota. En mayo de 1942, Barbey fue designado para organizar una nueva sección de guerra anfibia dentro de la Secretaría de Marina, donde se responsabilizó de la coordinación de la formación anfibia y el desarrollo y la producción de la nueva generación de vehículos de desembarco. En enero de 1943 asumió el mando de la fuerza anfibia, Fuerza Sudoeste del Pacífico, que se convirtió en la fuerza anfibia VII. Planeó y llevó a cabo 56 ataques anfibios en la zona del Pacífico sudoeste entre septiembre de 1943 y julio de 1945. Después de la guerra, mandó la séptima y la cuarta flota.